# Увенчанный сифака
Увенчанный сифака (лат. Propithecus coronatus) — вид приматов из семейства индриевых. До недавнего времени считался подвидом хохлатого индри (Propithecus verreauxi).

## Описание
Длина тела составляет от 40 до 46 см, длина хвоста составляет от 48 до 57 см, масса — от 3,5 до 4,3 кг. Шерсть окрашена преимущественно в белый цвет, голова, затылок и горло тёмно-коричневого или чёрного цвета. Грудь, плечи и предплечья имеют иногда немного желтовато-коричневую окраску. Лицо безволосое, серого цвета, уши белёсые, задние конечности значительно длиннее чем передние.

## Распространение
Эти приматы обитают только на Мадагаскаре. Они населяют небольшую территорию на западном побережье острова между реками Mahavavy и Бецибука. Естественная среда обитания вида — это сухие лиственные леса до 700 метров над уровнем моря.

## Образ жизни
Это дневные обитатели деревьев, передвигающиеся в кроне, вертикально лазая и прыгая. Они живут группами численностью от 2-х до 8-ми животных, состоящих из одного или нескольких самцов, одной или нескольких самок и общего потомства. Это территориальные животные, площадь их участка очень маленькая и составляет от 1,2 до 1,5 га. К тому же они часто держатся в его центре площадью около 0,3 га.

## Питание
В сухой сезон приём пищи занимает примерно от 30 до 40 % дневного времени, остаток дня животные отдыхают или используют для коммуникации с членами группы. В этот период они питаются почками, незрелыми плодами и листьями. Рацион питания в сезон дождей не известен.

## Природоохранный статус
Основную угрозу для вида представляет разрушение его жизненного пространства вырубкой и производством древесного угля. По оценкам МСОП, общая популяция вида сократилась в течение последних 30 лет (3 поколения) более чем на 50 %. Вид имеет статус вымирающего (endangered).